# Aceleracionismo efetivo

Logotipo de curva hiperbólica do e/acc, desenhado por Will DePue da OpenAI.

Aceleracionismo Efetivo (e/acc) é um movimento filosófico do século XXI que defende uma postura explicitamente pró-tecnologia. Seus proponentes acreditam que o progresso tecnológico irrestrito, especialmente impulsionado pela inteligência artificial, é uma solução para problemas humanos universais, como pobreza, guerras e mudanças climáticas. Eles se posicionam como contraponto a visões mais cautelosas sobre inovação tecnológica, frequentemente rotulando seus oponentes de forma pejorativa como "catastrofistas" ou "deceleracionistas" (abreviado de deceleracionistas).
O movimento carrega tons utópicos e defende um progresso mais rápido da IA para garantir a sobrevivência humana e propagar a consciência pelo universo.
Embora o aceleracionismo efetivo tenha sido descrito como um movimento marginal e comparado a um culto, ele ganhou visibilidade mainstream em 2023. Diversas figuras proeminentes do Vale do Silício, incluindo investidores Marc Andreessen e Garry Tan [en], endossaram explicitamente o movimento ao adicionar "e/acc" em seus perfis públicos de redes sociais.

## Etimologia e crenças centrais
O aceleracionismo efetivo, uma combinação de "altruísmo eficaz" e "aceleracionismo", é um movimento fundamentalmente tecno-otimista. Segundo Guillaume Verdon, um dos fundadores do movimento, seu objetivo é que a civilização humana "escal[e] o gradiente de Kardashev", ou seja, que a civilização humana alcance os próximos níveis na escala de Kardashev ao maximizar o uso de energia.
Para alcançar esse objetivo, o aceleracionismo efetivo busca acelerar o progresso tecnológico, com forte foco em inteligência artificial geral (AGI), considerada fundamental para escalar a escala de Kardashev. O movimento, portanto, defende o desenvolvimento e implementação irrestrita de inteligência artificial. A regulação da inteligência artificial e a intervenção governamental nos mercados em geral são recebidas com oposição. Muitos de seus proponentes possuem visões libertárias e acreditam que a AGI será mais alinhada se várias AGIs competirem entre si no mercado.
Os fundadores do movimento o consideram enraizado na teoria de Jeremy England [en] sobre a origem da vida, focada em entropia e termodinâmica. Segundo eles, o universo busca aumentar a entropia, e a vida é uma forma de intensificá-la. Ao espalhar a vida pelo universo e fazer com que ela consuma quantidades cada vez maiores de energia, o propósito do universo seria cumprido.

## História

### Origens intelectuais
Embora Nick Land seja considerado o originador intelectual do aceleracionismo contemporâneo em geral, as origens precisas do aceleracionismo efetivo permanecem incertas. A primeira referência conhecida ao movimento remonta a uma newsletter de maio de 2022 publicada por quatro autores pseudônimos, conhecidos por seus nomes de usuário no X (anteriormente Twitter): @BasedBeffJezos, @bayeslord, @zestular e @creatine_cycle.
O aceleracionismo efetivo é uma extensão do movimento TESCREAL [en], sendo etimologicamente derivado do altruísmo efetivo e profundamente enraizado nas subculturas mais antigas do Vale do Silício, como transumanismo e extropismo (que também enfatizavam o valor do progresso e resistiam a esforços para restringir o desenvolvimento tecnológico), além de elementos de singularitarianismo, cosmismo e longoprazismo. Também é frequentemente considerado como tendo emergido, pelo menos em parte, do trabalho da Unidade de Pesquisa de Cultura Cibernética (da qual Nick Land foi um membro proeminente, ao lado de escritores como Mark Fisher e Sadie Plant). É por vezes comparado e contrastado com o trabalho do filósofo Benjamin H. Bratton [en] sobre computação planetária.

### Revelação da identidade de BasedBeffJezos
A revista Forbes revelou em dezembro de 2023 que a persona @BasedBeffJezos é mantida por Guillaume Verdon [en], um ex-engenheiro de computação quântica da Google e físico teórico canadense. A revelação foi apoiada por uma análise de voz conduzida pelo Centro Nacional de Mídia Forense da Universidade do Colorado em Denver, que confirmou a correspondência entre Jezos e Verdon. A revista justificou a decisão de revelar a identidade de Verdon com base no interesse público.
Em 29 de dezembro de 2023, Guillaume Verdon foi entrevistado por Lex Fridman no Lex Fridman Podcast e apresentado como o "criador do movimento de aceleracionismo efetivo".

### Segundo mandato de Trump
Após a vitória de Donald Trump nas eleições presidenciais dos EUA de 2024, várias figuras proeminentes da indústria tecnológica [en] expressaram apoio a posições alinhadas com o aceleracionismo efetivo, particularmente em relação à desregulamentação e ao avanço tecnológico. A nomeação de Elon Musk para o cargo de chefe do Departamento de Eficiência Governamental, focado na auditoria de programas federais, atraiu apoio de capitalistas de risco que anteciparam uma redução na supervisão regulatória do setor tecnológico.
Figuras notáveis da tecnologia conectaram publicamente esses desenvolvimentos aos princípios do movimento. Aaron Levie [en], CEO da Box, expressou apoio à "remoção de burocracias desnecessárias e regulamentações excessivas", enquanto Mark Pincus [en], investidor inicial do Facebook e fundador da Zynga, referenciou explicitamente o "aceleracionismo efetivo" em seus comentários pós-eleição. Capitalistas de risco viram a nova administração como uma oportunidade para aliviar regulamentações que afetaram fusões e aquisições tecnológicas nos anos anteriores.

## Relação com outros movimentos

### Aceleracionismo tradicional
O aceleracionismo tradicional, desenvolvido pelo filósofo britânico Nick Land, enxerga a aceleração da mudança tecnológica como uma forma de provocar uma transformação fundamental da cultura, sociedade e economia política atuais. Isso é feito por meio do capitalismo, que Land considera "uma força autônoma que reconfigura a sociedade" e que pode superar seus limites se intensificada. O trabalho de Land também foi caracterizado por abordar a "suposta inevitável 'desintegração da espécie humana' quando a inteligência artificial melhorar o suficiente". Embora ambos tratem de ideias como uma singularidade tecnocapital e progresso da AGI, o aceleracionismo efetivo foca no uso da AGI para o maior bem ético para a vida consciente e a civilização (seja humana ou máquina), além de expandir a civilização e maximizar o uso de energia para alinhar-se com a "vontade do universo". Land enfatiza a auto-otimização capitalista como motor da modernidade, progresso e erosão das ordens sociais existentes. Land expressou apoio ao aceleracionismo efetivo, enquanto Thomas Murphy se referiu ao movimento como "Nick Land diluído para o LinkedIn".

### Altruísmo efetivo
O aceleracionismo efetivo também diverge dos princípios do altruísmo efetivo, que prioriza o uso de evidências e raciocínio para identificar as formas mais eficazes de melhorar altruisticamente o mundo. Essa divergência vem principalmente de uma das causas em que os altruístas efetivos se concentram – o risco existencial da IA. Altruístas efetivos (particularmente longoprazismo) argumentam que as empresas de IA devem ser cautelosas e buscar desenvolver sistemas de IA seguros, pois temem que uma AGI desalinhada possa eventualmente levar à extinção humana. Os proponentes do aceleracionismo efetivo geralmente consideram os riscos existenciais da AGI insignificantes, e que, mesmo que não fossem, mercados livres descentralizados mitigariam melhor esse risco do que regulamentações governamentais centralizadas.

### Decrescimento
O aceleracionismo efetivo também contrasta fortemente com o movimento de decrescimento, por vezes descrito por ele como "deceleracionismo" ou "decel". O movimento de decrescimento defende a redução da atividade econômica e do consumo para abordar questões ecológicas e sociais. O aceleracionismo efetivo, por outro lado, abraça o progresso tecnológico, o consumo de energia e as dinâmicas do capitalismo, em vez de advogar pela redução da atividade econômica.

## Recepção
O "Manifesto Tecno-Otimista [en]", um ensaio de 2023 de Marc Andreessen, foi descrito pelo Financial Times e pelo jornal alemão Süddeutsche Zeitung como representante das visões do aceleracionismo efetivo. A revista Mother Jones também caracterizou o manifesto como expressão do aceleracionismo efetivo e relatou que Andreessen citou o trabalho de Land.
David Swan, do The Sydney Morning Herald, criticou o aceleracionismo efetivo por sua oposição à autorregulação governamental e industrial. Ele argumenta que "inovações como a IA precisam de regulamentações e salvaguardas bem pensadas [...] para evitar os inúmeros erros que o Vale do Silício já cometeu". Durante o Reagan National Defense Forum de 2023, a Secretária de Comércio dos EUA, Gina Raimondo, alertou contra a adoção da mentalidade de "mover-se rápido e quebrar coisas" associada ao "aceleracionismo efetivo [sic]". Ela enfatizou a necessidade de cautela ao lidar com IA, declarando que "isso é muito perigoso. Você não pode quebrar coisas quando está lidando com IA". De maneira semelhante, Ellen Huet argumentou na Bloomberg News que algumas ideias do movimento eram "profundamente inquietantes", especialmente o "pós-humanismo" de Guillaume Verdon e a visão de que "a seleção natural poderia levar a IA a nos substituir como espécie dominante".

## Links externos
- Jezos, Beff; Bayeslord (10 de julho de 2022). Notes on e/acc principles and tenets (Notas sobre os princípios e princípios do e/acc) Beff's Newsletter no Substack.